# Burchard de Volder
Burchard de Volder (* 26. Juli 1643 in Amsterdam; † 28. März 1709 in Leiden) war ein niederländischer Philosoph, Mediziner, Physiker, Astronom und Mathematiker.

## Leben
De Volder, der Sohn des Justus de Volder und der Maria Liesveld, wuchs in einem Mennonitischen Umfeld auf. Für ihren Sohn hatten die Eltern eine medizinische Laufbahn vorgesehen. Burchard hatte die Lateinschule und das Athenaeum Illustre in Amsterdam besucht. An letzterer Einrichtung waren Arnoldus Senguerdius und Alexander de Bie (1623–1690) seine prägenden Lehrer, welche ihn mit den Grundlagen der philosophischen Wissenschaften vertraut machten. Nachdem er am 12. Oktober 1658 die Abhandlung Disputatio mathematica de profunditate maris und am 31. Januar 1659 Disputatio de linea, quam globus per aërem describit verteidigt hatte, setzte er seine Studien an der Universität Utrecht fort, wo er sich am 18. Oktober 1660 unter Johannes de Bruin den akademischen Grad eines Magisters der Philosophie erwarb. Weitere Studien absolvierte er ab dem 22. Februar 1661 an der Universität Leiden, wo er ein Schüler von Franciscus Sylvius wurde und am 3. Juli 1664 mit der Abhandlung de Natura zum Doktor der Medizin promovierte. Danach kehrte er als Arzt nach Amsterdam zurück, beschäftigte sich mit den Schriften von René Descartes und gehörte dem Umkreis der Freude des Baruch de Spinoza an. Er änderte in jener Zeit auch seine Konfession und gehörte dann der Remonstrantischen reformierten Gemeinde an, für welche Gemeinde er die finanziell schlechter gestellten Menschen medizinisch unterstützte.
Am 7. Februar 1670 wurde er Professor der Philosophie in Leiden und gab ab dem 8. November 1670 Vorlesungen zur Physik. Nachdem er 1674 eine Reise durch England absolviert hatte, gab er ab dem 26. Januar 1675 auch Vorlesungen zur experimentellen Physik. Dazu hatte er bei seinen Schülern mit anschaulichen physikalischen Experimenten die Aufmerksamkeit erregt und begann ein physikalisches Museum in der Leidener Hochschule anzulegen. Etwa in jener Zeit hatte er sich auch mit Otto von Guerickes Untersuchungen des Luftdrucks beschäftigt, woraufhin er eine neue Luftpumpe erfand, die später von Wolferdus Senguerdius und Willem Jacob ’s Gravesande weiterentwickelt wurde. Nach einer erneuten Reise nach Paris 1681, wurde er am 25. April 1682 zum Professor der Mathematik berufen, wozu er am 15. Juni 1682 seine Einführungsrede de conjungendi cum philosophices Matheseos studio hielt und damit verbunden Leiter der Sternwarte in Leiden wurde. Er hatte sich mit der Herausgabe der Schrift de Cosmotheoros von Christiaan Huygens 1689, sowie 1703 als Herausgeber seiner Schriften einen weiteren Ruf in der damaligen Wissenschaftswelt erworben.
Zudem hatte er Vorlesungen zu Isaac Newtons Philosophiae Naturalis Principia Mathematica abgehalten und die Bestände des astronomischen Observatoriums in Leiden durch zahlreiche Gegenstände vermehrt. In seiner Eigenschaft als Leidener Hochschullehrer beteiligte er sich auch an den organisatorischen Aufgaben der Bildungseinrichtung und war 1697/98 Rektor der Alma Mater. Sein Rektorat legte er mit der Rede de rationi viribus et usu in scientus nieder. Am 6. Oktober 1705 wurde er aus seiner mathematischen Professur aus gesundheitlichen Gründen entlassen, blieb aber weiter mit der Leidener Hochschule verbunden. Er starb unverheiratet, ohne ein Testament hinterlassen zu haben. Volder, der unter anderem mit Gottfried Wilhelm Leibniz korrespondierte, hatte in Herman Boerhaave einer seiner bedeutendsten Schüler.

## Werke
- De Natura. Leiden 1664.
- Oratio habita in funere Siberti Coeman, J.U.D. et Professores. Leiden 1675.
- Dissertationes philosophicae de rerum Naturalium principiis ut et de Aëris gravitate. Leiden 1681, (books.google.de).
- Oratio de conjungendo cum philosophia mathesos studio. Leiden 1681.
- Dispotationes philosophicae omnes contra Atheos. Middelburg 1685.
- Exercitationes Academicae, quibus Renati Cartesu philosophia defendetur adversus Petri Daniëlis Huëtu censuram philosophiae Cartesianae. Amsterdam 1685.
- Dissertatio de brutorum operationibus. Leiden 1689.
- Oratio habita in funere Cl. viri Lucae Schacht. Med. D. et Professor. Leiden 1689.
- Oratio de rationalis viribus et usu in scientiis. Leiden 1698 (books.google.de).
- Dissertatio de carentia sensuum et cognitionis in brutis. Leiden 1698.
- Oratio, quâ consentientibus Illustr. Acad. Curatoribus, urbisque Leidensis Conss. sese laboribus Academicis abdicavit. Habita a.d. XIX. Octobris anni 1705. Leiden 1705.